# 승광 (혁련창)
승광(承光)은 중국 하(夏) 혁련창(赫連昌)의 연호이다. 425년 8월에서 428년 2월까지 2년 7개월 동안 사용하였다.
같은 시기에 사용된 다른 연호로는 서진(西秦)에서 사용한 건홍(建弘 : 420년 ~ 428년), 북량(北凉)에서 사용한 현시(玄始 : 412년 ~ 428년), 북연(北燕)에서 사용한 태평(太平 : 409년 ~ 430년), 송(宋)에서 사용한 원가(元嘉 : 424년 ~ 453년), 북위(北魏)에서 사용한 시광(始光 : 424년 ~ 428년), 신가(神麚 : 428년 ~ 431년)가 있다.

## 연대대조표
| 승광                | 원년            | 2년        | 3년        | 4년                 |
| 서력                | 425년           | 426년      | 427년      | 428년               |
| 육십간지 (六十干支) | 을축(乙丑)      | 병인(丙寅) | 정묘(丁卯) | 무진(戊辰)          |
| 서진 (西秦)         | 건홍(建弘) 6년  | 7년        | 8년        | 9년                 |
| 북량 (北凉)         | 현시(玄始) 14년 | 15년       | 16년       | 17년                |
| 북연 (北燕)         | 태평(太平) 17년 | 18년       | 19년       | 20년                |
| 송 (宋)             | 원가(元嘉) 2년  | 3년        | 4년        | 5년                 |
| 북위 (北魏)         | 시광(始光) 2년  | 3년        | 4년        | 5년 신가(神麚) 원년 |

## 같이 보기
- 다른 왕조의 같은 연호
  - 북제(北齊) 승광(577년)
- 중국의 연호

| 이전 연호 진흥(眞興) | 중국의 연호 북하(北夏) | 다음 연호 승광(勝光) |